# Acraea albula
Acraea albula är en fjärilsart som beskrevs av James John Joicey och Talbot 1922. Acraea albula ingår i släktet Acraea och familjen praktfjärilar. Inga underarter finns listade i Catalogue of Life.